# Kościół św. Mikołaja w Wierzenicy
Kościół św. Mikołaja w Wierzenicy – rzymskokatolicki drewniany kościół w Wierzenicy. Najstarszy zabytkowy budynek w gminie Swarzędz, w rejestrze zabytków od 1932 roku. Znajduje się na szlaku kościołów drewnianych wokół Puszczy Zielonka.

## Historia i architektura
Parafia św. Mikołaja w Wierzenicy została założona w XIII w. przy okazji osadzania wsi na prawie średzkim. W dokumentach poświadczone jest istnienie kościoła w tym miejscu od 1335 roku. W 1510 kościół nosił już wezwanie św. Mikołaja. Obecny kościół jest drewniany, kryty gontem i został zbudowany na miejscu starszego w XVI w., najstarsza jego część, nawa i prezbiterium pochodzą sprzed 1589 roku, a wieża pochodzi z lat 1771–1778. Przed 1635 dobudowano zakrystię. W latach trzydziestych XX wieku wydłużono nawę poprzez włączenie w nią przyziemi wieży. W 1978 roku dobudowano kruchtę zachodnią.

## Wnętrze
W głównym ołtarzu znajduje się obraz Matki Boskiej (określany też jako Matka Boska z Dzieciątkiem lub Matka Boska Wierzenicka), datowany na rok 1636. Na obrazie uwidoczniony jest fundator obrazu, kłecki kołodziej Bartłomiej, dzierżawiący wówczas w Wierzenicy karczmę. Przeznaczył on na obraz 2 sztuki bydła. Obok obrazu znajduje się wczesnobarokowa figura przedstawiająca patrona kościoła. We wnętrzu znajduje się również obraz Matka Boska z welonem ufundowany przez spadkobierców Augusta Cieszkowskiego.
W wejściu znajduje się pierwotnie umieszczona przez ks. Ludwika Haase na zewnątrz tablica, na której wypisane są nazwiska parafian, którzy polegli na frontach I wojny światowej.
Od roku 2000 kościół podlega stopniowej renowacji, przywracany jest pierwotny kolor, restaurowane są kolejne zabytkowe elementy wnętrza: znaleziony w zakrystii obraz Matka Boska z Dzieciątkiem ukazująca się św. Mikołajowi, pochodzący z XVII wieku obraz Matka Boska czuwająca nad śpiącym Dzieciątkiem, wspomniany obraz Matki Boskiej znajdujący się w ołtarzu, obraz Wizja św. Filipa Nereusza, organy, ołtarz główny, ołtarze boczne, krucyfiks, ambona, chrzcielnica.

## Kaplica Cieszkowskich
W kościele znajduje się rzeźbiony neoklasycystyczny nagrobek filozofa Augusta Cieszkowskiego autorstwa Teofila Lenartowicza i Antoniego Madeyskiego z końca XIX w. Znajduje się on w kaplicy grobowej Cieszkowskich, przylegającej do północnej nawy i zbudowanej w stylu zakopiańskim, co jest rzadkością w Wielkopolsce. Kaplica zbudowana około 1870 i przebudowana w latach 1930–1932. Drzwi z brązu zaprojektował również Teofil Lenartowicz (1872). Krzyż na szczycie kaplicy przypomina herb rodowy Cieszkowskich.

## Galeria

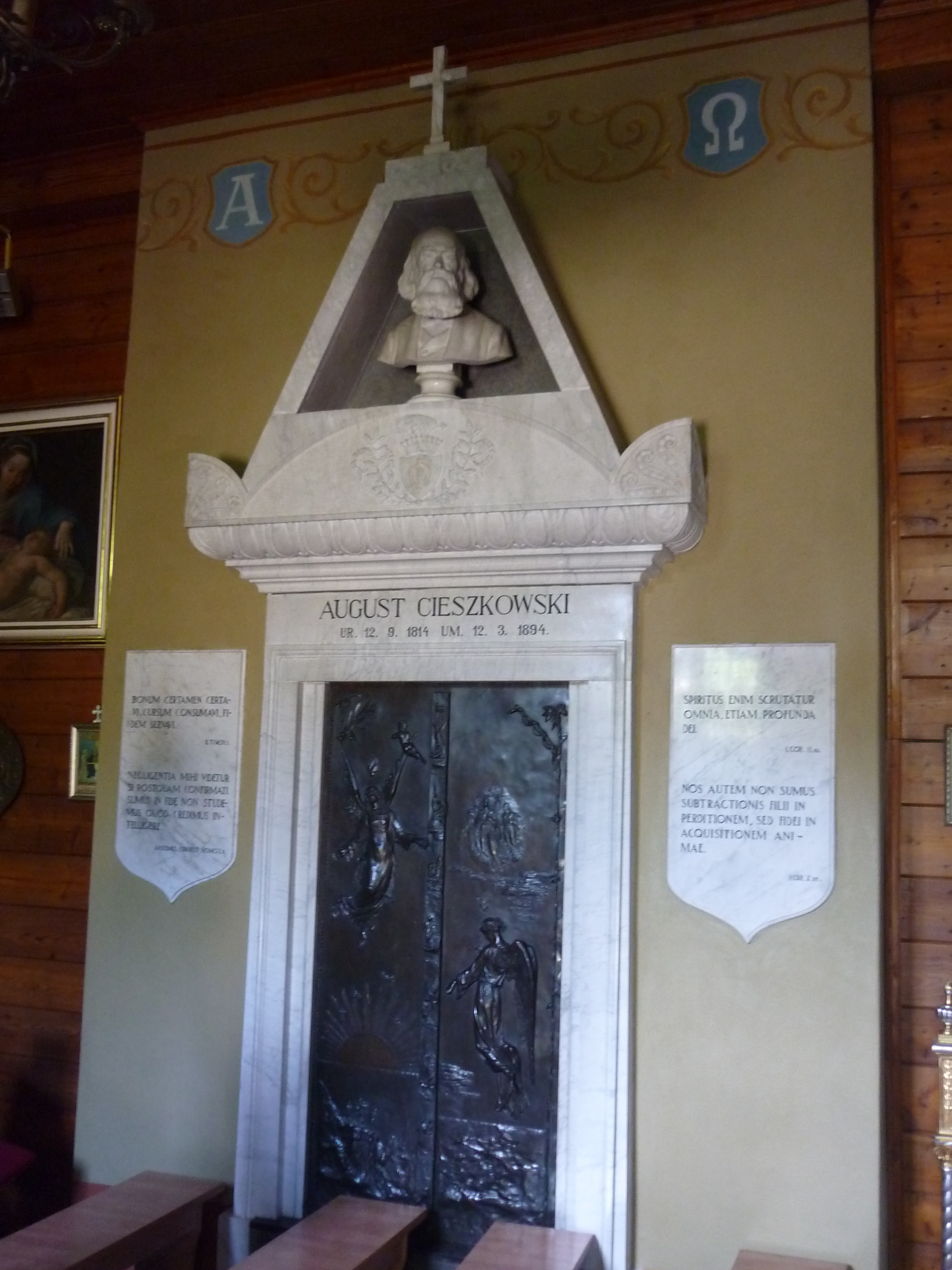
Kaplica Cieszkowskich
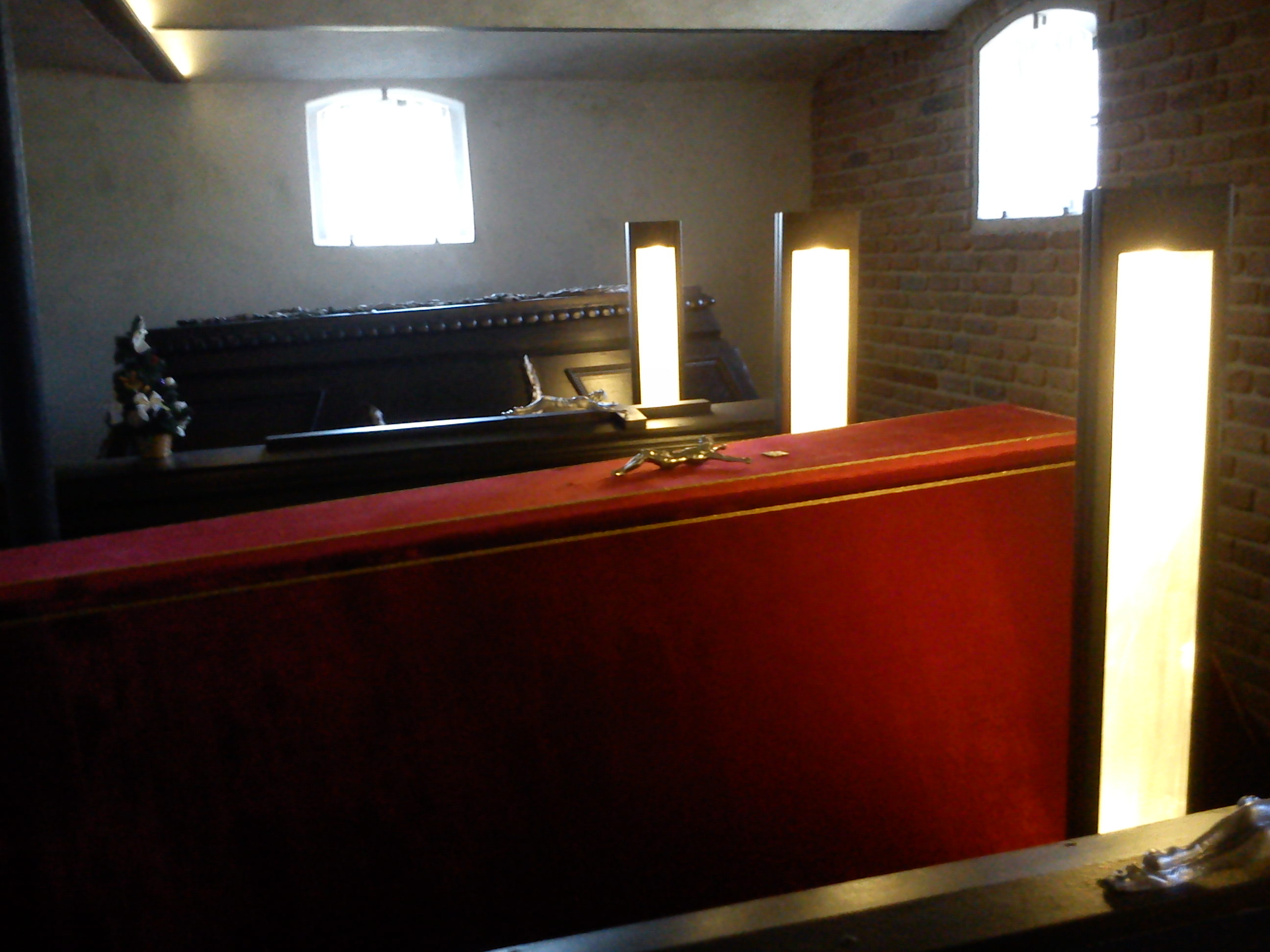
Krypta Cieszkowskich
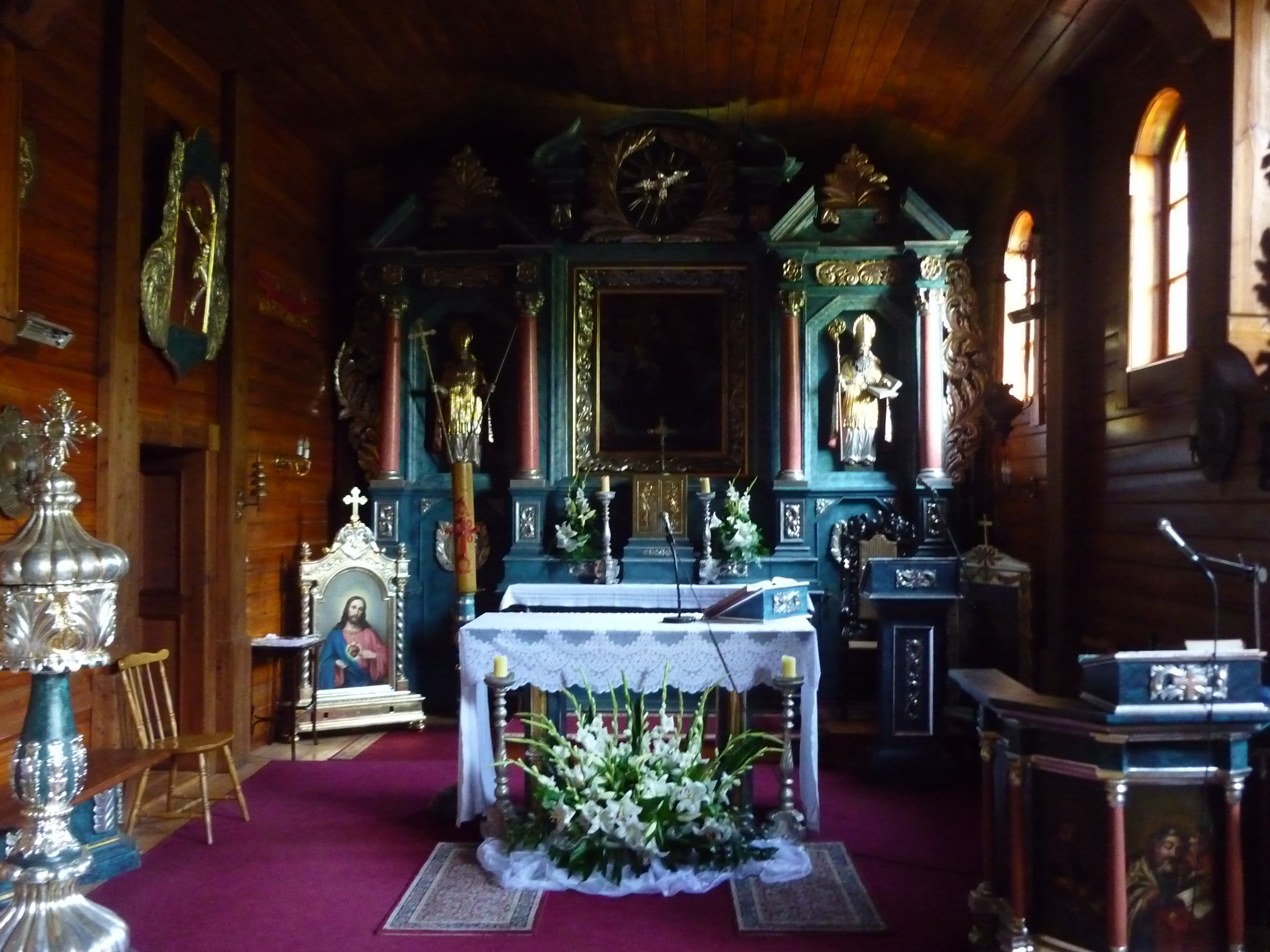
Ołtarz główny